# Владан Вукосављевић (кошаркаш)
Владан Вукосављевић (Јагодина, 6. октобра 1984) српски је кошаркаш. Игра на позицији центра. Био је репрезентативац Бахреина.

## Биографија
Вукосављевић је рођен у Јагодини али се као мали преселио у Свилајнац. Тамо је почео да се бави кошарком и заиграо је за први тим КК Свилајнца у сезони 2001/02. Године 2002. је потписао уговор са Црвеном звездом. Међутим као млад играч није добијао пуно шансе током сезоне 2002/03. Наредну сезону је провео на позајмици у ОКК Београду. Ту је показао свој потенцијал постижући просечно 14,4 поена и 6,6 скокова по утакмици. Ипак ОКК Београд није успео да стигне до Суперлиге па је Вукосављевић прешао у Ловћен где је остао до краја сезоне. 
Након тога се вратио у Звезду и одиграо солидно сезону 2004/05. Ипак на крају сезоне одлази из Звезде и потписује за вршачки Хемофарм. Ту је провео наредне четири сезоне и био годинама један од најбољих играча тима. За сезону 2009/10. одлази први пут у иностранство и потписује уговор са белгијским Остендеом. Ипак напушта их већ у новембру 2009. и потписује за турску Алијагу до краја сезоне. За сезону 2010/11. се вратио у Србију и потписао уговор са Радничким из Крагујевца.
Године 2011. одлази у Украјину и потписује за екипу Политехника-Галичине. Ту је пружао сјајне партије и проглашен је за најбољег центра украјинске лиге. Крајем децембра 2013. напушта Украјину и потписује за екипу Чампвила у Либану где остаје до краја сезоне. У октобру 2014. је потписао за либански Тадамон.